# Paul Webb
Paul Douglas Webb (ur. 16 stycznia 1962 w Essex) – angielski muzyk.
Paul Webb chodził do szkoły średniej z Lee Harrisem, przez co zostali przyjaciółmi. Grali razem w zespole reggae Eskalator, przed tym jak dołączyli do formacji Talk Talk w 1981 roku. Webb grał tam na gitarze basowej aż do 1988.
We wczesnych latach 90. wraz z Harrisem założył grupę muzyczną .O.rang. Na początku XXI w. przyjął pseudonim "Rustin Man" i razem z Beth Gibbons wydał album Out of Season (2002).
W 2006 roku wyprodukował album Jamesa Yorkstona The Year of the Leopard.